# Capromys pilorides
Capromys pilorides és una espècie de mamífer rosegador de família Capromyidae, endèmica de Cuba.
Mesura 20 a 60 cm de longitud amb una cua descoberta de pèls de 15 a 30 cm. Pesa en mitjana 7 kg. El pèl pot ser de negre a castanyer vermellós o clar. L'estómac està dividit en tres compartiments i és més complex que el d'altres rosegadors.
És arborícola, diürn i omnívor. S'alimenta preferentment de fruits, llavors, fulles i escorces i també de petits vertebrats. Viu generalment en parella, encara que pot trobar-se en petits grups o solitari. Tant el mascle com la femella marquen el territori amb l'orina.
Durant un temps es considerà que la subespècie C. p. gundlachianus era una espècie a part basant-se en dades moleculars, però actualment es creu que aquesta classificació era incorrecta.